# Борощица
Борощица (на сръбски: Бороштица) е село в Сърбия, разположено в община Тутин, Рашки окръг. Намира се на 1136 метра надморска височина. Населението му според преброяването през 2011 г. е 312 души. При преброяването на населението през 2002 г. има 379 жители, от тях 372 (98,15 %) бошняци и 7 (1,84 %) неизвестни.

## Население
Численост на населението според преброяванията през годините:
- 1948 – 406 души
- 1953 – 494 души
- 1961 – 461 души
- 1971 – 321 души
- 1981 – 396 души
- 1991 – 403 души
- 2002 – 379 души
- 2011 – 312 души